# Juranson
Juranson (en occità Juranson, en francès Jurançon) és una comuna occitana del departament francès dels Pirineus Atlàntics, a la regió de la Nova Aquitània. La comuna de Juranson és al sud-est de la ciutat de Pau, amb la qual limita. Així mateix, la comuna de Juranson és dins la zona de l'Appellation d'origine contrôlée (AOC) amb la Denominació d'Origen de Juranson. Els vins de Juranson són els vins més prestigiosos del Bearn.

## Geografia
S'hi accedeix per la carretera nacional 134 (N134), que uneix Pau amb els Pirineus per la Vall d'Aspa, i travessa el nucli urbà de Juranson. També arriben fins a aquesta comuna les carreteres departamentals 2, 217, 230 i 268. Les terres de la comuna estan banyades per la gave de Pau i pels seus afluents, el Néez i Las Hies, així com els tributaris d'aquest darrer: l'Arribeu, el Capdehé i el Lahourcade.

### Comunes limítrofes
|                      | Vilhèra i Pau |       |
| Laroin i Saint-Faust |               | Gelós |
|                      | Gant          |       |

## Toponímia

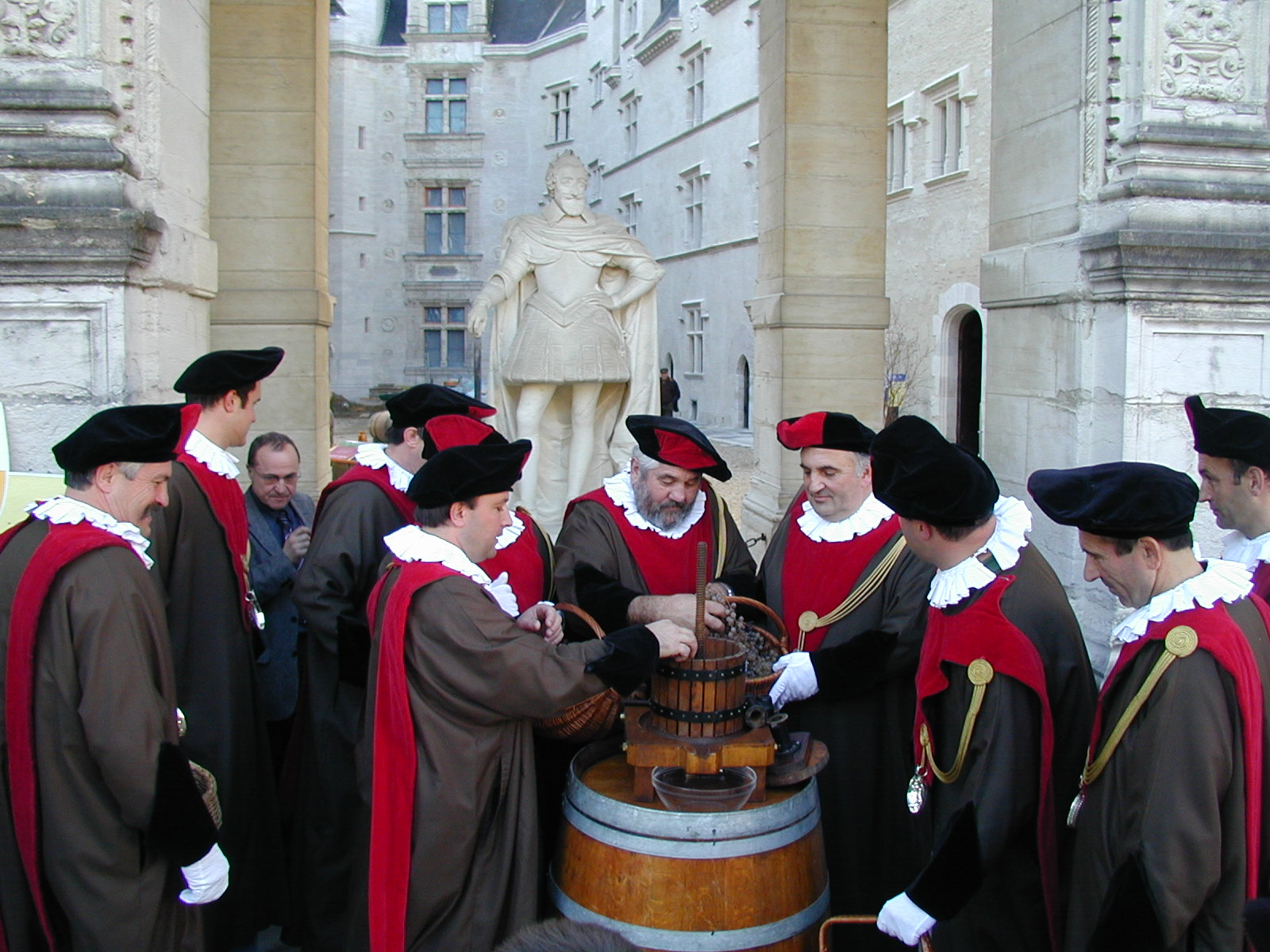
Vigueria reial

El topònim Juranson apareix a la documentació antiga amb les formes següents: 
- Jurenco (1263,[2] collection Du Cange, n° 1226),
- Juransoo (segle xiii,[2] Fòrs de Béarn (Furs del Bearn)),[3]
- Duransoo i Duranson (1376[2] per aquestes dues formes, rellotge militar del Bearn),[4]
- Juranssoo (1385,[2] cens del Bearn),[5]
- Nostre-Done de Juranson (1484,[2] notaris de Pau),[6]
- Guranso, Guiranso i Sanct-Johan de Juranson (respectivament 1538[2] per les dus primeres formes i vers 1540,[2] reformació del Bearn).[7]

El topònim Jurque és mencionat el 1385 (cens del Bearn).
El topònim Rousse apareix el 1863 al diccionari topogràfic Béarn-Pays basque.

## Història
Juranson es troba a la regió històrica del Bearn.
Paul Raymond apunta que la comuna comptava amb una abadia laica, vassalla del vescomtat del Bearn. El 1385, Juranson tenia 54 focs i depenia de la batllia de Pau. El feu de Jurque, creat el 1617, era també vassall d'aquest vescomtat.

## Demografia
| Evolució de la població |       |       |       |       |       |       |       |       |
| 1793                    | 1800  | 1806  | 1821  | 1831  | 1836  | 1841  | 1846  | 1851  |
| 1 647                   | 1 621 | 1 476 | 1 828 | 2 031 | 2 186 | 2 144 | 2 124 | 2 578 |

| 1856  | 1861  | 1866  | 1872  | 1876  | 1881  | 1886  | 1891  | 1896  |
| ----- | ----- | ----- | ----- | ----- | ----- | ----- | ----- | ----- |
| 2 591 | 2 106 | 2 207 | 2 413 | 2 546 | 2 503 | 2 614 | 2 641 | 2 800 |

| 1901  | 1906  | 1911  | 1921  | 1926  | 1931  | 1936  | 1946  | 1954  |
| ----- | ----- | ----- | ----- | ----- | ----- | ----- | ----- | ----- |
| 2 907 | 2 921 | 3 413 | 3 391 | 3 601 | 4 029 | 4 329 | 4 906 | 5 561 |

| 1962  | 1968  | 1975  | 1982  | 1990  | 1999  | 2006 | 2011 | 2016 |
| ----- | ----- | ----- | ----- | ----- | ----- | ---- | ---- | ---- |
| 5 930 | 6 864 | 7 867 | 7 345 | 7 538 | 7 378 | -    | -    | -    |

| 2019 | - | - | - | - | - | - | - | - |
| ---- | - | - | - | - | - | - | - | - |
| -    | - | - | - | - | - | - | - | - |

2004 : població provisional de l'INSEE.

## Cultura i patrimoni
A Juranson hi ha diversos elements del patrimoni local, com la façana de l'ajuntament, on es pot llegir la divisa de la vila Bi dou Rey, rey dous bis (Vi del Rei, rei dels vins, en occità no normatiu) recordant la llegenda del bateig d'Enric IV de França amb una gota de vi de Juranson, o el monument als morts per França obra de l'escultor Ernest Gabard. Pel que fa al patrimoni religiós hi ha la capella de Rousse, renovada el 1854 i l'església de Notre-Dame-de-l'Assomption construïda també durant el segle xix.

## Equipaments
Educació

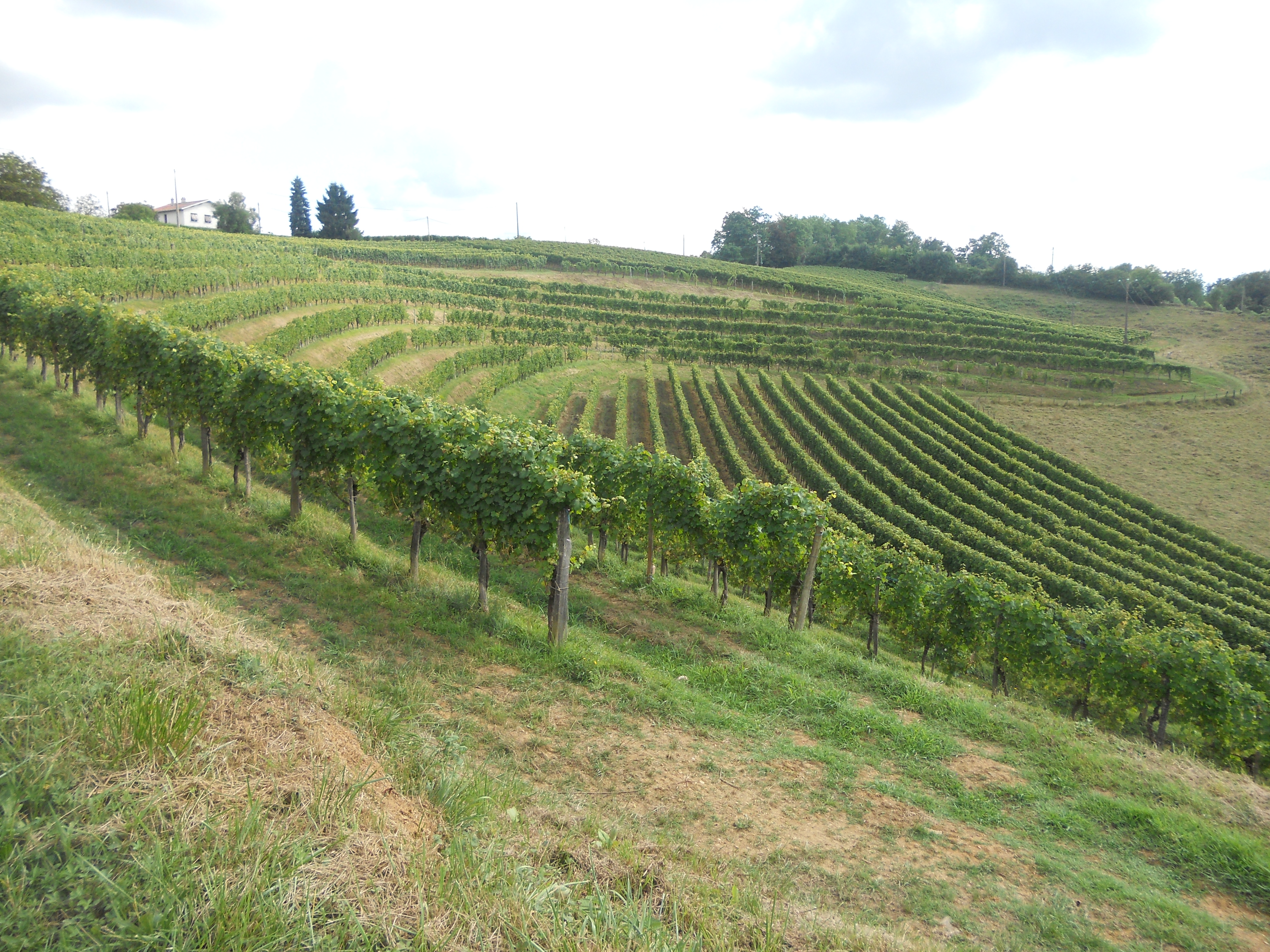
Vinyes

La comuna disposa de dues escoles primàries públiques (Louis Barthou i Jean Moulin), d'una escola primària privada (Saint-Joseph), d'un institut d'educació especial privada (Notre Dame de Guindalos), d'un col·legi privat (col·legi Saint-Joseph de la comunitat dels Germans de les Escoles Cristianes), d'un col·legi públic (col·legi Ernest Gabard) i d'un institut professional (lycée André Campa).
Esports i equipaments esportius
La marató de Pau travessa la carretera de Gant a Juranson.
L'Stade d'eau vive, on s'entrena el campió olímpic de canoa-caiac Tony Estanguet, forma part dels equipaments esportus de la comuna.

## Vegeu també

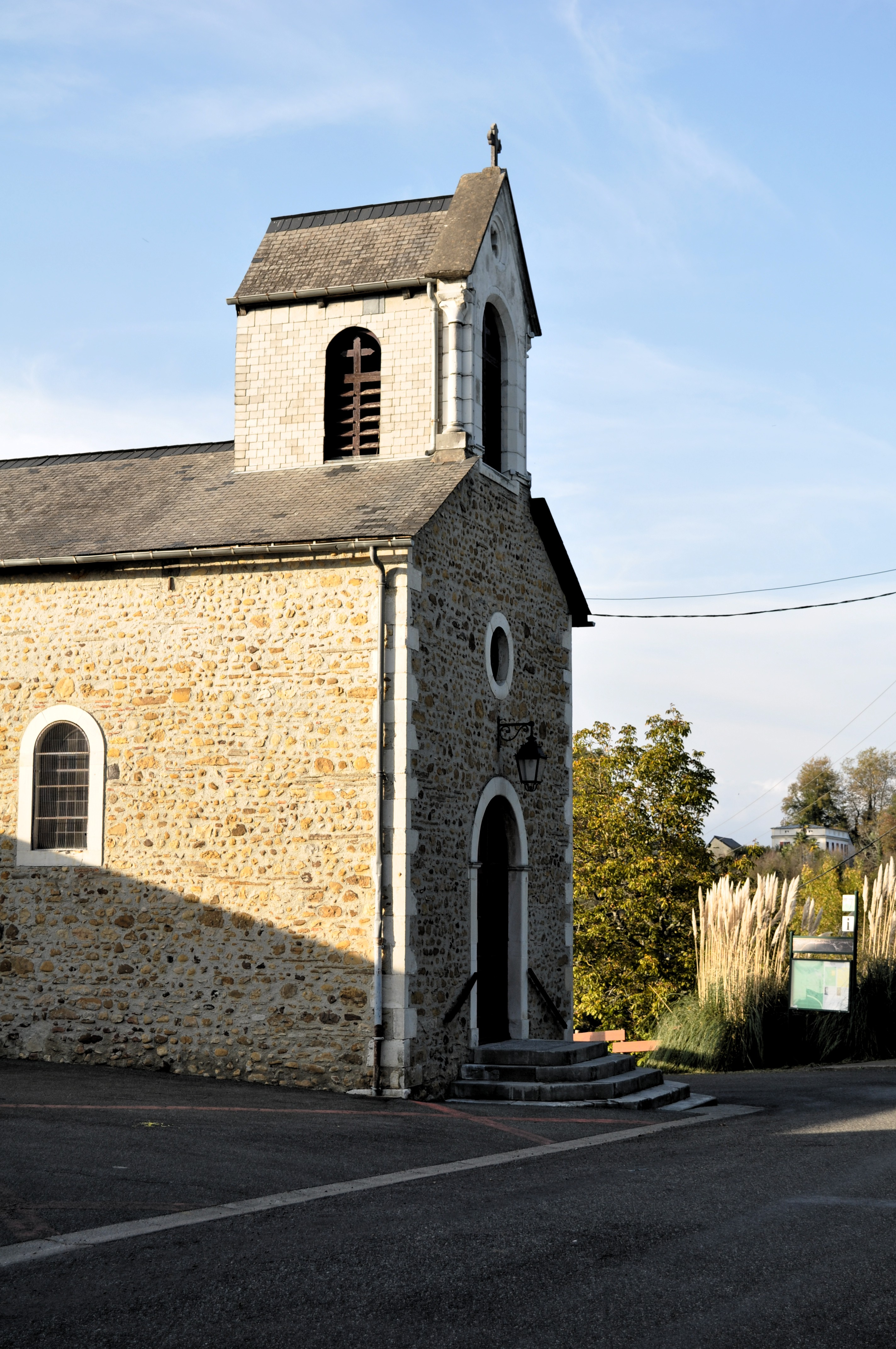
Capella de Rousse